# J. Edward McKinley
Pour les articles homonymes, voir McKinley.
J. Edward McKinley est un acteur américain né le 11 octobre 1917 à Seattle et mort le 30 juillet 2004  à Beverly Hills.

## Filmographie partielle
- 1961 : Le troisième homme était une femme de Daniel Mann
- 1962 : Tempête à Washington d'Otto Preminger
- 1968 : La Party (The Party) de Blake Edwards : Fred Clutterbuck
- 1968 : Les Années fantastiques de Michael Gordon
- 1969 : Charro de Charles Marquis Warren
- 1970 : Le Reptile  de Joseph L. Mankiewicz
- 1970 : L'Indien de Carol Reed
- 1975 : La Légende de Lizzie Borden de Paul Wendkos (téléfilm)